# Paleozoanthus
Paleozoanthus is een geslacht van neteldieren uit de klasse van de Anthozoa (bloemdieren).

## Soort
- Paleozoanthus reticulatus Carlgren, 1924